# 유현 (명나라)
유현(劉顯, ?-1581)은 명(明) 강서승선포정사사(江西承宣布政使司) 남창부(南昌府, 오늘날 강서성 남창시) 출신 장수이다. 호종헌(胡宗憲)과 유대유(俞大猷) 등과 왜구(倭寇)를 무찔러 공을 세웠다.
유현은 힘이 세면서도 문에 통달하였다. 집안이 가난하여 사천(四川)에서 동자사(童子師, 어린 아이 군인)이 되었다. 이후 무생(武生)의 적에 올랐다. 가정(嘉靖) 34년(1555) 순무(巡撫) 장얼(張臬)을 따라 의빈(宜賓) 묘족(苗族) 반란을 토벌하면서 이름을 얻었다. 이후 참장(參將), 총병(總兵)을 거쳐 광동(廣東), 절강(浙江), 사천(四川), 귀주(貴州)를 진수(鎭守)하였고, 척계광(戚繼光)과 유대유와 함께 항왜명장(抗倭名將)이 되었으며, 용맹하고 과감한 것으로 이름났다. 만력(萬曆) 9년(1581) 재임 중에 사망하였다.
아들 유정(劉綎)은 유대도(劉大刀)로 이름날 만큼 칼을 잘 썼으며, 임진왜란 중에는 조선에 파견되었다.

## 같이 보기
- 유정

## 참고문헌
- 『명사(明史)』 권212